# William W. Rucker

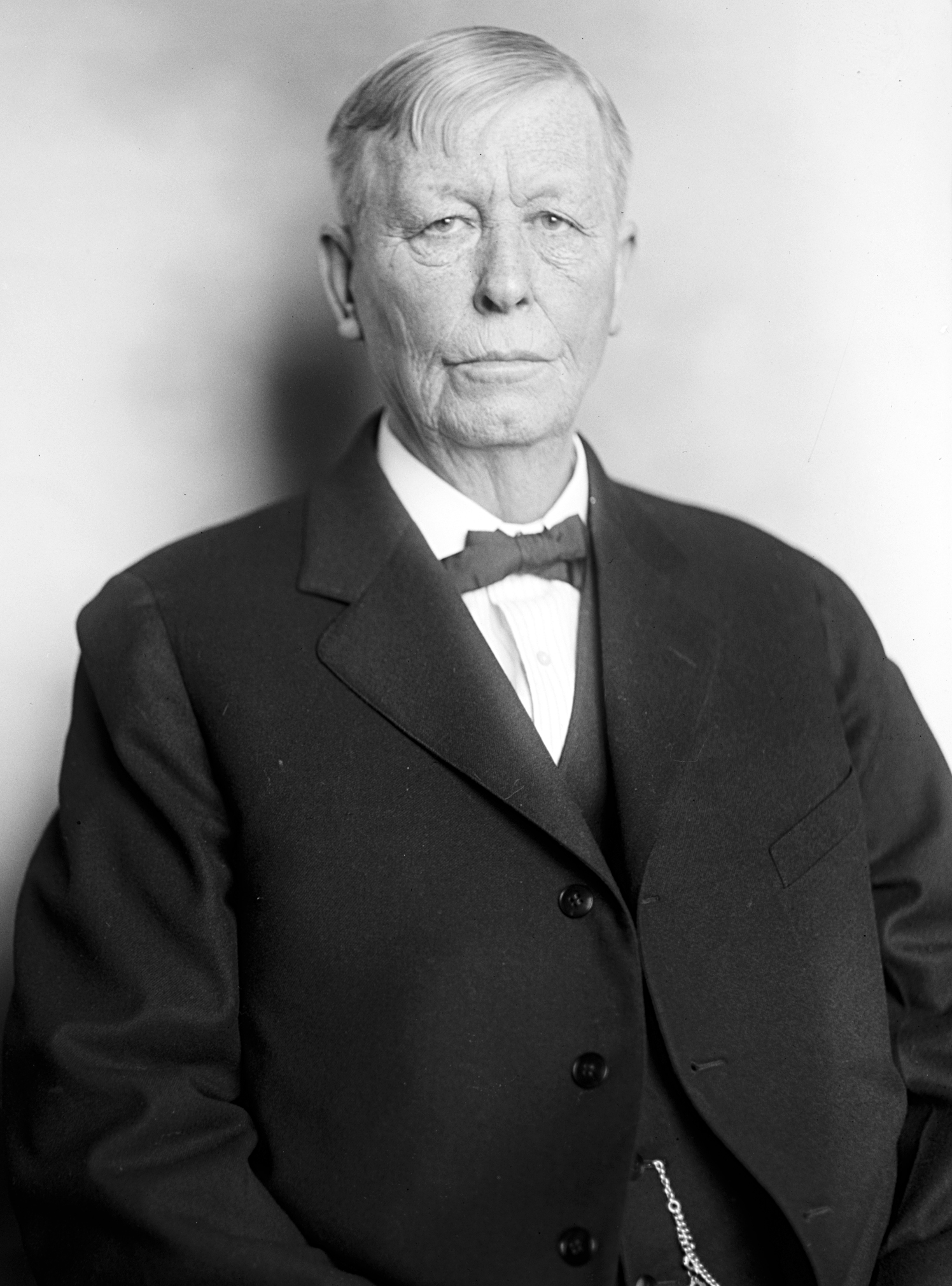
William W. Rucker

William Waller Rucker (* 1. Februar 1855 bei Covington, Virginia; † 30. Mai 1936 in Keytesville, Missouri) war ein US-amerikanischer Politiker. Zwischen 1899 und 1923 vertrat er den Bundesstaat Missouri im US-Repräsentantenhaus.

## Werdegang
Im Jahr 1861 zog William Rucker mit seinen Eltern in den westlichen Teil des Staates Virginia, wo er später die öffentlichen Schulen besuchte. 1873 er sich im Chariton County in Missouri nieder und unterrichtete dort als Lehrer an den Bezirksschulen. Nach einem Jurastudium und seiner 1876 erfolgten Zulassung als Rechtsanwalt begann er in Keytesville in diesem Beruf zu arbeiten. Zwischen 1886 und 1892 war Rucker Bezirksstaatsanwalt im Chariton County; von 1892 bis 1899 fungierte er als Richter im zwölften Gerichtsbezirk seines Staates.
Politisch war Rucker Mitglied der Demokratischen Partei. Bei den Kongresswahlen des Jahres 1898 wurde er im zweiten Wahlbezirk von Missouri in das US-Repräsentantenhaus in Washington, D.C. gewählt, wo er am 4. März 1899 die Nachfolge von Robert N. Bodine antrat. Nach elf Wiederwahlen konnte er bis zum 3. März 1923 zwölf Legislaturperioden im Kongress absolvieren. In diese Zeit fiel der Erste Weltkrieg. Zwischen 1913 und 1920 wurden der 16., der 17., der 18. und der 19. Verfassungszusatz ratifiziert. Zwischen 1911 und 1919 war William Rucker Vorsitzender des Wahlausschusses für die Präsidentschafts- und Kongresswahlen. Im Jahr 1922 wurde er nicht erneut bestätigt.
Nach seinem Ausscheiden aus dem US-Repräsentantenhaus praktizierte William Rucker wieder als Anwalt. Außerdem betätigte er sich in der Landwirtschaft. Er starb am 30. Mai 1936 in Keytesville, wo er auch beigesetzt wurde.